# Cattistock
Cattistock – wieś w Anglii, w hrabstwie Dorset. Leży 16 km na północny zachód od miasta Dorchester i 189 km na południowy zachód od Londynu.